# Chaîne Salvesen
La chaîne Salvesen (en anglais : Salvesen Mountains ou Salvesen Range) est après la chaîne d'Allardyce, la seconde chaîne montagneuse située au sud-est de la Géorgie du Sud.  Les deux sommets principaux sont le mont Carse (2 330 m) et le mont Paterson (2 195 m).